# Чимбирёв, Александр Петрович
Алекса́ндр Петро́вич Чимбирёв (род. 17 ноября 1961 года, совхоз «Шахтостроитель», Новомосковский район, Тульская область) — советский и российский футболист, полузащитник.
В 17 лет стал основным игроком новомосковского «Химика». После расформирования команды за низкие спортивные показатели Чимбирёв переходит в тульский ТОЗ. Со временем он становится капитаном и одним из лидеров «оружейников». В середине сезона-1987 Чимбирёв переходит в кемеровский «Кузбасс», выступавший в первой лиге. В 1989 году начинает сезон в Туле, но затем вновь возвращается в Кемерово.
Последней командой Чимбирёва стал «Уралмаш», в составе которого он прошёл путь от второй союзной лиги до высшей лиги России. В элите российского футбола сыграл три матча — против московских «Динамо» и «Локомотива», а также «Океана» из Находки.
Работал тренером в клубах Верхней Пышмы, Тулы и Новомосковска. В 2008—2010 годах возглавлял тульский «Арсенал» в период выступлений клуба в любительских соревнованиях.
Сейчас[когда?] занимает должность директора стадиона «Тулажелдормаш».